# 池袋の夜
「池袋の夜」（いけぶくろのよる）は、青江三奈の楽曲で、16枚目のシングルである。1969年7月1日に発売された。

## 解説
作詞は吉川静夫、作曲は渡久地政信で、大ヒットとなった「長崎ブルース」と同じ布陣である。
池袋なんか歌っても売れないよと言われていたが、104.4万枚のセールスを記録するミリオンセラーとなり、青江三奈の最大のヒット曲となった。発売後約1ヶ月半でオリコンのトップ10に初登場した。6週連続で1位を獲得し、1969年の年間第7位・1970年の年間第30位を獲得した。
「第2回全日本有線放送大賞」金賞（1976年以降のグランプリに相当）、「第11回日本レコード大賞」歌唱賞、「第2回日本有線大賞GOLDENスター賞」を受賞した。なお、レコード大賞歌唱賞については、青江は前年に開催された第10回日本レコード大賞でも「伊勢佐木町ブルース」で受賞しており、レコ大の歴史上初の2年連続歌唱賞受賞となった。ちなみに2番の歌詞に出てくる「美久仁小路」とは、現在のサンシャインシティ近辺（所在地は東池袋）のことを指す。
また、1969年の『第20回NHK紅白歌合戦』でも歌唱され、青江は紅白歌合戦のトップバッターを務めた。
同年9月27日上映の歌謡映画『女の手配師 池袋の夜』が日活で制作されている。
主なカバーとしては、
内山田洋とクール・ファイブ 1970年 - LP「夜のバラード」（JRS-7075）
藤圭子 1970年12月5日 - LP「歌いつがれて25年 藤圭子演歌を歌う」（JRS-9039-40）
八代亜紀 1980年 - LP「盛り場-演歌のすべて」（PP-1133-35）

## 収録曲
1. 池袋の夜 （3:35）
  - 作詞：吉川静夫　作曲：渡久地政信　編曲：寺岡真三
2. 私にさわらないで （3:50）
  - 作詞：吉川静夫　作曲：渡久地政信　編曲：近藤進